# Алаеддін Ях'я
Алаеддін Ях'я (фр. Alaeddine Yahia, араб. علاء الدين يحيى, нар. 26 вересня 1981, Курбевуа) — французький та туніський футболіст, захисник, фланговий півзахисник клубу «Нансі».
Виступав, зокрема, за клуб «Ланс», а також національну збірну Тунісу.

## Клубна кар'єра
У дорослому футболі дебютував 2000 року виступами за команду клубу «Луан-Кюїзо», в якій провів один сезон, взявши участь лише у 4 матчах чемпіонату. 
Згодом з 2001 по 2008 рік грав у складі команд клубів «Генгам», «Саутгемптон», «Сент-Етьєн», «Седан» та «Ніцца».
Своєю грою за останню команду привернув увагу представників тренерського штабу клубу «Ланс», до складу якого приєднався 2008 року. Відіграв за команду з Ланса наступні шість сезонів своєї ігрової кар'єри. Більшість часу, проведеного у складі «Ланса», був основним гравцем команди.
До складу клубу «Кан» приєднався 2014 року. Відіграв за клуб із Кана 75 матчів у національному чемпіонаті протягом трьох сезонів.
З літа 2017 року є гравцем «Нансі».

## Виступи за збірну
У 2002 році дебютував в офіційних матчах у складі національної збірної Тунісу. Наразі провів у формі головної команди країни 21 матч, забивши 1 гол.
У складі збірної був учасником Кубка африканських націй 2004 року у Тунісі, здобувши того року титул континентального чемпіона, чемпіонату світу 2006 року у Німеччині, Кубка африканських націй 2006 року в Єгипті.

## Титули і досягнення
- Переможець Середземноморських ігор: 2001
- Переможець Кубка африканських націй: 2004